# Thüringer Volksblatt
Das Thüringer Volksblatt war das Organ der Kommunistischen Partei Deutschlands für Groß-Thüringen, Erfurt und angrenzende preußische Gebietsteile und erschien täglich, mit Unterbrechungen, während der Zeit der Weimarer Republik.
Die Zeitung ging aus dem Gothaer Volksblatt hervor, welches im Herzogtum Sachsen-Coburg-Gotha und später im Land Thüringen erschien. Mit der Landtagswahl 1924 veränderte sich das politische Klima in Thüringen und ab 1924 firmiert es unter dem Namen Thüringer Volksblatt und erscheint im preußischen Erfurt. Im Jahr 1930 gehen in der Zeitung das Schwesterblatt Ostthüringer Arbeiterzeitung, Das Rote Echo und Die Neue Zeitung für Großthüringen auf.
Die letzte Ausgabe erschien am 24. Februar 1933.
Durch die kommunistische Ausrichtung der Zeitung wurden Redakteure nach 1933 politisch verfolgt und teilweise durch die Nationalsozialisten umgebracht.

## Ehemalige Angehörige der Redaktion (Auswahl)
- Fritz Apelt
- Otto Geithner
- Friedrich Wilhelm Heilmann
- Fritz Noack
- Josef Ries